# Штајнхајм ам Албух
Штајнхајм ам Албух (њем. Steinheim am Albuch) општина је у њемачкој савезној држави Баден-Виртемберг. Једно је од 11 општинских средишта округа Хајденхајм. Према процјени из 2010. у општини је живјело 8.690 становника. Посједује регионалну шифру (AGS) 8135032.

## Географски и демографски подаци
Штајнхајм ам Албух се налази у савезној држави Баден-Виртемберг у округу Хајденхајм. Општина се налази на надморској висини од 540 метара. Површина општине износи 82,4 km². У самом мјесту је, према процјени из 2010. године, живјело 8.690 становника. Просјечна густина становништва износи 105 становника/km².

## Међународна сарадња
| Мјесто         | Држава    | Врста сарадње | Од    |
| -------------- | --------- | ------------- | ----- |
| Пилишборошјене | Мађарска  | пријатељство  | 1980. |
| Коломбел       | Француска | партнерство   | 1986. |
| Извор          |           |               |       |